# Хаїм Хазаз
Хаїм Хазаз (івр. חיים הזז; 16 вересня 1898 — 24 березня 1973) — ізраїльський прозаїк.

## Біографія
Хаїм Хазаз народився в селі Сидоровичі Київської губернії Російської імперії. Його батько, брацлавський єврей-хасид, займався продажем деревини, і родина проводила довгий час у лісах навколо Києва. Хазаз навчався переважно у приватних репетиторів і вивчав як традиційні тексти на івриті так і російською мовою. У 1914 році, у віці 16 років, Хазаз покинув дім і приєднався до групи єврейських студентів у Радомишлі, готуючись до іспитів на атестат зрілості. Там Хазаз ближче познайомився з класичними та сучасними творами російських авторів. Саме в той час, Хазаз познайомився з творами великого єврейського поета Хаїма Нахмана Бяліка в російському перекладі Зеева Жаботинського. Це привело його до пізнання інших сучасних єврейських письменників і вплинуло на його рішення почати писати вірші цією мовою.
У 1918 році Хазаз опублікував свій перший вірш «На варті» (על המשמר) у центральному єврейському літературному журналі того часу «ГаШілоах» і отримав велику підтримку від його редактора Йосипа Клауснера. У період російських лютневої та жовтневої революцій працював у Москві в щоденній газеті на івриті «Ха-'Ам» Настання російської революції в Москві та інших російських містах відіграло формувальну роль у його творчості.
Хоча ще зі студентських років Хазаз був схильний до певної форми соціалізму, він незабаром розчарувався в революції. У роки громадянської війни та погромів, учинених військами Денікіна, яка послідували за світовою війною та революцією, він тікав з міста в місто, був свідком розрухи та терору. Рухаючись на південь, він у 1919 році дістався до Криму, де переховувався близько двох років. У 1921 році Хазазу вдалося дістатися з порту Севастополя до Стамбула, покинувши Росію, щоб більше ніколи не повертатися. Майже два роки він жив у Туреччині серед молодих єврейських піонерів, які потрапили до британського мандату в Палестині, навчаючи івриту на фермі Хахшара поблизу Стамбула.
У 1923 році Хазаз переїхав до Парижа, де зробив собі ім'я як єврейський письменник. За підтримки видавця та філантропа Авраама Йосипа Стібеля він опублікував свої перші великі прозові твори у відомому єврейському журналі «Хатекуфа». У цих ранніх роботах Хазаз зобразив внутрішні негаразди єврейського містечка під час більшовицької революції. У 1925 р. він опублікував у «Ха-Ткуфа» поему в прозі «Хатан дамім» («Наречений крові»), дія якої розгортається в безплідній Мідіанській пустелі. У 1926—1929 роках партнеркою Хазаза була поетеса Йохевед Бат-Міріам, з якою він познайомився ще в Росії, кілька років тому. Їхній єдиний син Наум народився в Парижі у 1928 році. Вони розлучилися в 1929 році, коли Бат-Міріам покинула Францію та емігрувала до британської Палестини.
У 1930 році Хазаз опублікував свою першу книгу — роман «У лісовому поселенні» (ביישוב של יער) у двох томах. З певних причин два інші томи цього твору, що описує життя сільської єврейської родини в Україні напередодні революції 1905 року і ґрунтується на його дитячих спогадах, так і не були опубліковані.
Навесні 1931 року він іммігрував до британської Палестини та оселився в Єрусалимі, де протягом перших шістнадцяти років свого життя в місті він переїжджав з одного району в інший. Таким чином він познайомився з різними єврейськими громадами, особливо з єменськими іммігрантами, серед яких він жив. Його два великі романи про життя єменців, «Ти, що живеш у садах» (היושבת בגנים) і «Яїш», були натхненні цим бурхливим періодом.
Перший том зібрання його творів 1942 року «Розбиті жорна» (ריחיים שבורים) був однією з перших книг, опублікованих новоствореним видавництвом «Am Oved», яка невдовзі згодом стала центральним видавництвом на івриті. До кінця свого життя Хазаз грав важливу роль у діяльності Ам Овед і більшість його творів були опубліковані саме там.
У 1951 році Хазаз одружився з Авівою Кушнір (уроджена Гінзбург-Пелег, 1927—2019), його правою рукою в його творчості як письменника та громадського діяча, а також вражаючою інтелектуалкою. Хазаз заповів дружині свою літературну спадщину і доручив їй підготовку до друку своїх неопублікованих рукописів.
Хазаз помер від серцевого нападу 24 березня 1973 року і був похований на старому кладовищі на Оливковій горі.

## Літературна кар'єра
Твори Хазаза часто включають філософські дискусії, сформульовані в чітко структурованих сценах і через ретельно контрольовані характери. У своїх художніх творах він змальовує життя євреїв у різних діаспорах, від Росії до Ємену та від Франції до Туреччини. Важлива роль відводиться також Ізраїлю і зокрема, Єрусалиму. Історична глибина єврейської історії знаходить своє вираження у всій його творчості. За розмаїттям персонажів і сюжетів, за нюансами, кольорами, відтінками і широтою охоплення тем, це найширша оповідь, коли-небудь створена одним івритським автором, і вона несе на собі безпомилковий відбиток традиційної єврейської літератури. В останнє десятиліття своєї кар'єри Хазаз став відомим як оратор і соціальний критик. Він часто виступав на зібраннях ізраїльських письменників і в різних академічних установах під час своїх візитів до Сполучених Штатів і Європи в 1960-х і на початку 1970-х років.

## Нагороди та визнання
- У 1942 році (спільно з Шаулем Черніховським) і повторно в 1970 році Хазаз був нагороджений літературною премією Бялика.[5]
- У 1953 році він був удостоєний Ізраїльської премії з літератури[6], у рік відкриття премії.
- У 1966 році він отримав літературну премію імені Ірвінга та Берхти Нойман від Інституту вивчення івриту Нью-Йоркського університету.
- Зібрання творів Хазаза в 12-ти томах було випущено 1970 року.